# Viborg Karate Skole
Viborg Karate Skole er en dansk karateklub med hjemsted i Viborg Hallen i Viborg. Klubben blev stiftet 9. maj 1975.
Siden 1987 har Viborg Karate Skole – som første europæiske klub – udbudt Ashihara, en selvforsvarspræget stilart og været medlem af NIKO – New International Karate Organization.
Skolen var Europas første til at undervise i karate af typen kaldet Ashihara, og fungerer som hovedkvarter for Europa og USA.
Skolen arrangerer de to vigtigste aktiviteter indenfor Ashihara Karate. 
Den ene er den årlige internationale sommerlejr på Livø, som de har haft siden 1992. På den internationale sommerlejr træner de over 5 dage, hvor der er graduering den næstsidste dag. Om formiddagen er der "kyu-gradueringer", og om aftenen er der "dan-graduering", der ledes af Sensei Jens Bjerrekær og Shihan Dai Per Løkken.
Den anden specielle aktivitet har været VM i Ashihara, Sabaki Challenge Spirit. Siden 1994 har skolen været arrangør af dette verdensmesterskab, som afholdes påskelørdag i Viborg. Det er et rent elitearrangement, hvor de bedste i verden sættes op imod hinanden for at kæmpe om prestigefyldte titler. Hele klubben og pårørende til medlemmerne er med til afvikle dette store stævne. Blot det at deltage til stævne betragtes som en stor sejr i sig selv, da blot tanken om at møde de bedste i verden, er nok til at skræmme de fleste.